# Villefranche (Yonne)
Villefranche (früher auch: Villefranche-Saint-Phal) ist eine Commune déléguée in der französischen Gemeinde Charny Orée de Puisaye mit 594 Einwohnern (Stand: 1. Januar 2022) im Département Yonne in der Region Bourgogne-Franche-Comté.
Von 1996 bis 2014 gehörte Villefranche zur Communauté de communes de la Région de Charny.
Villefranche wurde am 1. Januar 2016 mit 13 weiteren Gemeinden, namentlich Chambeugle, Charny, Chêne-Arnoult, Chevillon, Dicy, Fontenouilles, Grandchamp, Malicorne, Marchais-Beton, Perreux, Prunoy, Saint-Denis-sur-Ouanne, Saint-Martin-sur-Ouanne zur Commune nouvelle Charny Orée de Puisaye zusammengeschlossen. Die Gemeinde Villefranche gehörte zum Arrondissement Auxerre und zum Kanton Charny.

## Geographie
Villefranche liegt etwa 44 Kilometer westnordwestlich von Auxerre.

## Bevölkerungsentwicklung
| Jahr                      | 1962 | 1968 | 1975 | 1982 | 1990 | 1999 | 2006 | 2013 |
| Einwohner                 | 648  | 605  | 574  | 537  | 519  | 512  | 595  | 635  |
| Quelle: Cassini und INSEE |      |      |      |      |      |      |      |      |

## Sehenswürdigkeiten
- Kloster Les Écharlis, Zisterzienserabtei

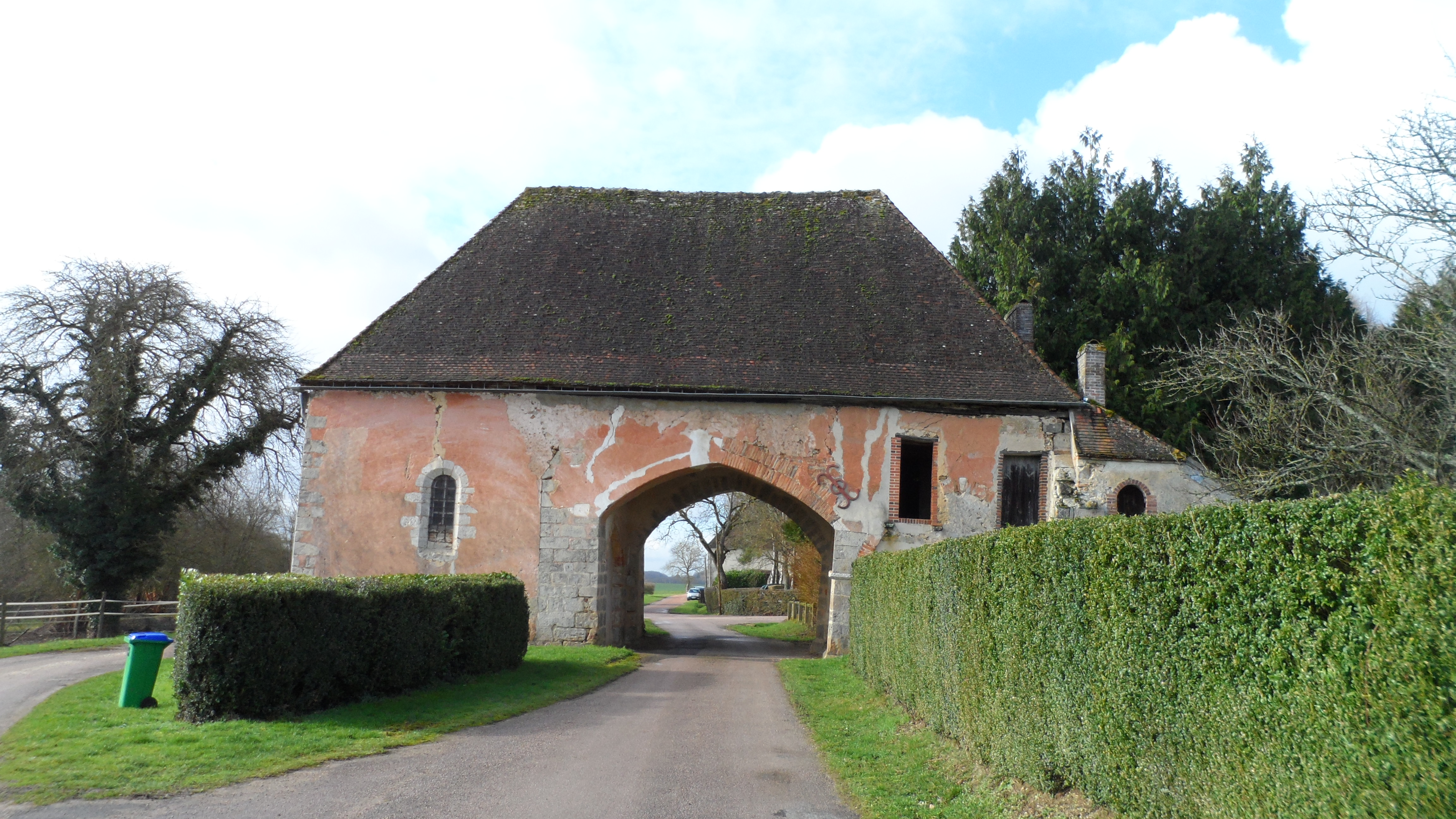
Portal zum Kloster Les Écharlis

## Persönlichkeiten
- Jean-Baptiste Morin (1583–1656), Adliger, Mathematiker, Astronom und Astrologe